# Seveci Rokotakala
Seveci Rokotakala (29 maggio 1978) è un ex calciatore figiano, di ruolo centrocampista.

## Carriera

### Club
Ha giocato tutta la carriera nel campionato figiano.

### Nazionale
Ha debuttato in Nazionale nel 2002. Ha partecipato, con la Nazionale, alla Coppa delle nazioni oceaniane 2004.